# Mai con uno sconosciuto
Mai con uno sconosciuto (Never Talk to Strangers) è un film del 1995 diretto da Peter Hall.
Tra i protagonisti ci sono Rebecca De Mornay e Antonio Banderas.

## Trama
La psicologa criminale Sarah Taylor è impegnata in un caso alquanto difficile. Si tratta di svolgere una perizia per l'infermità mentale di un pericoloso serial killer, Max Cheski. Neanche il corteggiamento del suo coinquilino ed amico Cliff Raddison riesce a distogliere dal lavoro Sarah, la quale peraltro non sembra ancora aver dimenticato la sua recente relazione con Benny, che l'ha lasciata da undici mesi. A ciò si aggiunge l'arrivo del padre Henry, che Sarah non vede da anni e con il quale sembra esserci un rapporto conflittuale, per via dei continui ricordi della morte accidentale della madre, scomparsa quando lei aveva solo cinque anni. Ma è proprio quando tutto sembra andare per il peggio che avviene l'incontro con il bel tenebroso portoricano Tony Ramirez, che riesce a corteggiarla abilmente e che le fa vivere una relazione intensa ed appassionata. Dopo una serie di eventi misteriosi, quali la lettura di un suo necrologio e la morte della sua amata gatta, Sarah sospetta di Tony che dopo aver appreso i sospetti della donna nei suoi confronti, offeso, decide di andarsene. È a questo punto che Sarah decide di far pedinare Tony da un investigatore, il quale scopre che Ramírez, che ogni settimana diceva di andare a Boston per lavoro, si reca in realtà nella città natale di Sarah, ad Albany, dove sembra avere una relazione parallela.
Intanto l'amico Cliff viene percosso da uno sconosciuto, nascosto in casa di Sarah, mentre la donna scopre che lo stesso Tony stava indagando su di lei. Dopo essersi salvata da una morte per corto circuito nella vasca da bagno, Sarah sta per denunciare Tony alla polizia, ma questi si rivela essere un detective ingaggiato dalla sorella di Benny, sua cugina, per indagare proprio sulla scomparsa del ragazzo. L'arrivo di Henry le farà rivivere la verità, perché è proprio Sarah l'artefice di tutto. Affetta da personalità multipla, aveva ucciso Benny, percosso Cliff ed ucciso la sua gatta. Per Sarah affrontare la verità sarà dura e si spingerà al punto di uccidere prima Tony e poi il padre stesso, che fin da piccola la molestava, costringendola a sparare alla madre, già morta, perché buttata da lui giù per le scale. All'arrivo della polizia, Sarah verrà scagionata perché riuscita precedentemente, ad inscenare un omicidio reciproco tra il padre Henry e Tony Ramirez.